# Šimun Rosandić
Šimun Rosandić je svijetlo ime u povijesti RNK Split. 
 Bio je osnivač, igrač, prvi trener, predsjednik i blagajnik novoosnovanog nogometnog kluba Anarh. Klub je osnovan 1912. godine. Na inicijativu Šimuna Rosandića skupina učenika tadašnje Obrtničke škole osnovala je novi nogometni klub.

Šimun je u Anarhu igrao oko dvije godine i potom prešao u Hajduka, ali mu je nogometnu karijeru prekinuo 1. svjetski rat.